# Renārs Krastenbergs
Renārs Krastenbergs (* 26. Dezember 1998 in Jelgava) ist ein lettischer Eishockeyspieler. Er spielt seit 2024 für den HK Dukla Michalovce in der slowakischen Extraliga.

## Karriere
Renārs Krastenbergs begann seine Karriere beim SK Riga, für den er 2014 in der zweiten lettischen Liga debütierte. 2015 wechselte er in die Vereinigten Staaten, wo er bei TPH Thunder in der Tier 1 Elite Hockey League spielte. 2016 wurde er beim Draft der Division 3 der North American Hockey League in der ersten Runde an Position 41 von den Point Mallard Ducks und beim CHL Import Draft von den Oshawa Generals in der zweiten Runde als insgesamt 77. Spieler ausgewählt. In der Folge spielte er für die Generals zwei Jahre in der Ontario Hockey League. 2018 wurde er von den Wilkes-Barre/Scranton Penguins aus der American Hockey League verpflichtet, kam aber ausschließlich bei deren Farmteam, den Wheeling Nailers in der ECHL zum Einsatz.
Nach fünf Jahren in Nordamerika, kehrte Krastenbergs im Sommer 2020 in sein Heimatland zurück, wo er jeweils kurzzeitig für Dinamo Riga in der Kontinentalen Hockey-Liga und für den HK Mogo in der lettischen Liga auf dem Eis stand, bevor er im Januar 2021 nach Österreich weiterzog, wo er die folgenden eineinhalb Jahre beim Villacher SV verbrachte. Nachdem er die Spielzeit 2022/23 in Schweden und anschließend einige Monate in der Schweiz gespielt hatte, stand er von November 2023 bis zum Saisonende bei den Graz 99ers in der Österreichischen Eishockey-Liga unter Vertrag. Im Sommer 2024 wechselte er zum HK Dukla Michalovce in die slowakische Extraliga.

### International
Mit dem lettischen Nachwuchs nahm Krastenbergs zunächst an der U18-Weltmeisterschaft 2016 teil. Anschließend spielte er mit der U20-Auswahl bei den Weltmeisterschaften der Top-Division 2017 und nach dem dort erfolgten Abstieg in der Division I 2018, als er Torschützenkönig des Turniers wurde.
Mit der lettischen Eishockeynationalmannschaft nahm er an den Weltmeisterschaften 2021, 2022, 2023, als die Balten erstmals die Bronzemedaille gewannen, und 2024 teil. Zudem vertrat er seine Farben bei Olympiaqualifikation für die Winterspiele 2022 und bei den Spielen in Peking selbst.

## Erfolge und Auszeichnungen
- 2018 Torschützenkönig bei der U20-Weltmeisterschaft der Division I, Gruppe A
- 2023 Bronzemedaille bei der Weltmeisterschaft

## Karrierestatistik
Stand: Ende der Saison 2023/24
(Legende zur Spielerstatistik: Sp oder GP = absolvierte Spiele; T oder G = erzielte Tore; V oder A = erzielte Assists; Pkt oder Pts = erzielte Scorerpunkte; SM oder PIM = erhaltene Strafminuten; +/− = Plus/Minus-Bilanz; PP = erzielte Überzahltore; SH = erzielte Unterzahltore; GW = erzielte Siegtore; 1 Play-downs/Relegation; Kursiv: Statistik nicht vollständig)

### International
Vertrat Lettland bei:
| - U18-Weltmeisterschaft 2016 - U20-Weltmeisterschaft 2017 - U20-Weltmeisterschaft der Division I, Gruppe A, 2018 - Weltmeisterschaft 2021 - Qualifikationsturnier für die Olympischen Winterspiele 2022 | - Olympische Winterspiele 2022 - Weltmeisterschaft 2022 - Weltmeisterschaft 2023 - Weltmeisterschaft 2024 |